# Chiesa di San Domenico di Guzmán (San Cristóbal de La Laguna)
La chiesa di San Domenico di Guzmán (Iglesia de Santo Domingo de Guzmán) è una chiesa cattolica situata nella città di San Cristóbal de La Laguna, sull'isola di Tenerife (Isole Canarie, Spagna).
Nel luogo dove è situata la chiesa si trovava un'antica cappella dedicata all'Immacolata Concezione.

## Storia
Nel 1522 fu costruito il convento dove si stabilirono i frati domenicani; intanto, nel 1527, fu costruita la chiesa.
In questa chiesa domenicana è stata custodita l'immagine della Vergine di Candelaria (patrona delle Isole Canarie) nella sua prima uscita dalla città di Candelaria il 30 gennaio 1555.

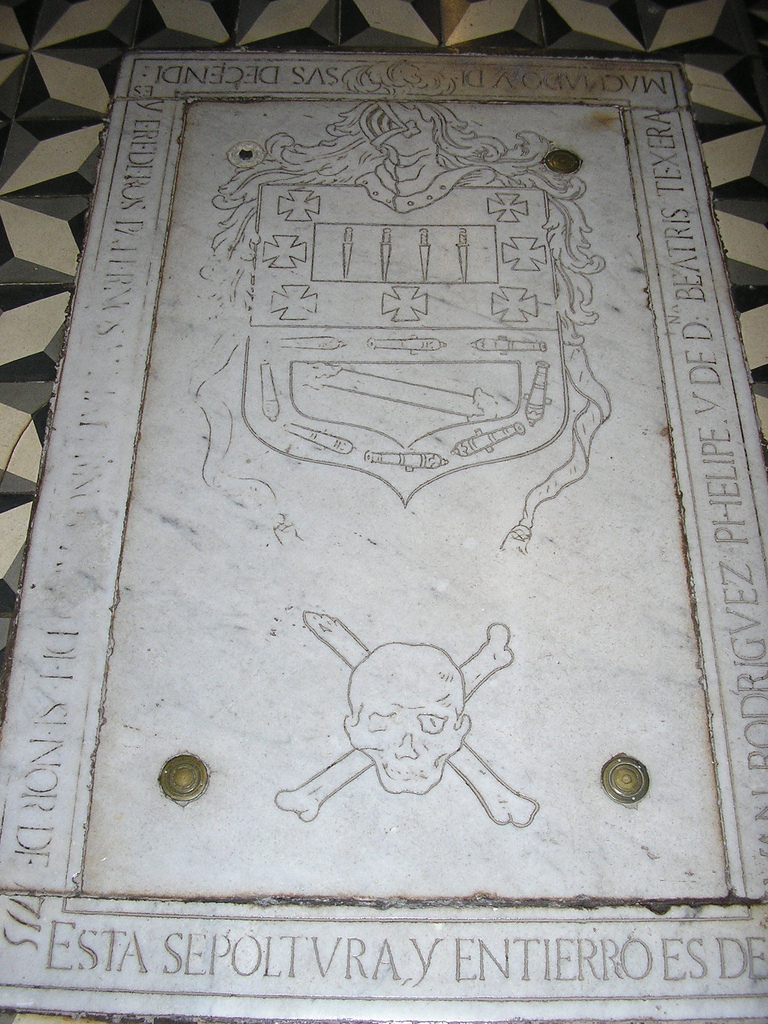
Tomba di Amaro Pargo

Nel 1747 fu sepolto in questa chiesa il famoso corsaro Amaro Rodriguez Felipe, più comunemente noto come  Amaro Pargo. Egli fu mecenate di questo tempio al quale donò numerose opere d'arte, come il trono d'argento del Señor Difunto. La sua lapide di marmo si trova proprio all'ingresso della chiesa e riporta, oltre allo stemma di famiglia,  il simbolo di pirata: un teschio con ossa incrociate.
In questa chiesa, inoltre, si trova il fonte battesimale dove fu battezzato San José de Anchieta, che fu battezzato nella  parroquia de los Remedios (ora cattedrale della diocesi) dove si trovava il fonte battesimale. José de Anchieta fu fondatore della città di San Paolo e fu uno dei fondatori di Rio de Janeiro.
Tutte le pareti del tempio sono coperte da affreschi e dipinti murali di Mariano de Cossío (1880-1960). Questi quadri rappresentano temi religiosi e il trionfo della battaglia di Lepanto.